# Urraul Alto
Urraul Alto är en kommun i Spanien.   Den ligger i provinsen Provincia de Navarra och regionen Navarra, i den nordöstra delen av landet, 300 km nordost om huvudstaden Madrid. Antalet invånare är 176. Arean är 138 kvadratkilometer. Urraul Alto gränsar till Abaurrepea/Abaurrea Baja och Abaurregaina/Abaurrea Alta. 
Terrängen i Urraul Alto är kuperad.